# Баран (річка)
Баран — річка в Україні, що протікає в межах Жмеринського й Вінницького районів Вінницької області, права притока Південного Бугу (басейн Чорного моря).

## Опис
Довжина річки 18 км., похил річки — 2,9 м/км. Формується з багатьох безіменних струмків та водойм.  Площа басейну 161 км².

## Розташування
Бере  початок у місті  Жмеринці. Тече переважно на північний схід і у селі Ворошилівка впадає у річку Південний Буг за 554 км від його гирла.
Населені пункти вздовж  берегової смуги: Сідава, Пототки, Рижавка.
Річку перетинає автомобільна дорога Т 0242

## Притока
Білка (Кудашівка) — права притока. Бере  початок на північно-західній стороні від Гришівців. Спочатку тече на північний захід, а потім на північний схід через село Маянів і біля села Ворошилівки впадає у річку Баран за 2 км від його гирла. Довжина річки — 10 км, площа басейну — 55 км².